# João de Lucena
João de Lucena, né le 27 décembre 1549  à Trancoso (Portugal), et décédé le 2 octobre 1600 à Lisbonne (Portugal), est un prêtre jésuite portugais, prédicateur et écrivain de renom. 

## Biographie
João a déjà fait quelques études de philosophie lorsqu’il décide d’entrer dans la Compagnie de Jésus. Le 14 mars 1565 il commence son noviciat religieux à Coimbra. Au cours de sa formation religieuse et académique il retourne faire de la philosophie à Evora et enseigne les sciences humaines à Coimbra et Evora. Il se trouve à Rome, sans doute au ‘Collège romain’,  de 1577 à 1581 pour y faire les études de théologie préalables au sacerdoce. Le jeune père de Lucena est ordonné prêtre, à Rome, en 1580.  
Revenu dans son pays natal, le Portugal, il résidera de 1581 à sa mort dans la maison professe de Lisbonne (Saint-Roch). Il s’y consacre principalement au ministère pastoral de la prédication, domaine dans lequel il excellait. On disait que les auditeurs l’encourageaient à continuer lorsqu’ils pressentaient la fin du sermon! Il avait un don particulier pour le ministère de la réconciliation. 
Le père de Lucena écrit une vie du grand missionnaire jésuite François Xavier qui est publiée à Lisbonne en 1600 História da Vida do padre Francisco Xavier e do que Fizeram na Índia os Mais Religiosos da Companhia de Jesus (en français : Histoire de la vie du père François Xavier et de ce que firent en Inde  les religieux de la Compagnie de Jésus). Le livre eut un grand retentissement, moins par l’originalité biographique que par la qualité du style et de le langue portugaise. Considéré comme un monument de la littérature portugaise il fut traduit dans plusieurs langues européennes: latin, français, espagnol, italien et le hongrois.  
Généralement considéré comme un des grands auteurs classiques de la littérature portugaise. le père de Lucena laisse également six volumes de «sermons» manuscrits. Bien qu’il n’ait jamais visité l’Inde certains (Jan Gonda le considèrent comme un précurseur de l’indologie car il donne quelque renseignements sur l’existence des Vedas indiens.   
Le père Joao de Lucena meurt à Lisbonne le 2 octobre 1600. 

## Écrits
- João de Lucena: História da Vida do Padre Francisco Xavier (I), 224 pages, Editeur Publicações Alfa, Collection Bibliothèque d'Expansion Portugaise, réimpression 1989,  (ISBN 9789726261032)